# Quentin Grimes
Quentin Marshall Grimes (Houston, 8 maggio 2000) è un cestista statunitense.

## Biografia
Grimes è nato l'8 maggio 2000 dai genitori Tonja Stelly e Marshall Grimes. Il suo fratellastro più anziano, Tyler Myers, è un difensore professionista di hockey su ghiaccio dei Winnipeg Jets della National Hockey League. I due fratelli non hanno mai vissuto insieme, a causa del trasferimento di Myers a Calgary con suo padre subito dopo la nascita di Grimes. I due sono la prima coppia di fratelli a giocare nella NBA e nella NHL.
Fuori dal campo, Grimes sé un volontario dell'organizzazione no-profit Play With Purpose, con sede a Houston, che lavora con giovani a rischio nella zona.

## Carriera

### High school
Grimes ha frequentato la Woodland College Park High School a The Woodlands, in Texas, diplomandosi nel 2018. Nel corso della sua carriera scolastica consegue una media ponderata di 3,38 su un massimo di 5.  Durante il suo ultimo anno di high school aveva una media di 29,5 punti, 8,6 rimbalzi, 4,9 assist, 1,8 palle rubate e 1,5 stoppate per partita e ha portato i College Park Cavaliers a un record complessivo di 21-13. Ha lasciato la high school con 2.863 punti, 854 rimbalzi, 582 assist, 213 palle rubate e 127 stoppate in totale. Grimes è stato nominato All-Greater Houston Player of the Year, Gatorade State Player of the Year, ed è stato selezionato per il McDonald's All-American. Poco prima di entrare all'università, è stato proiettato come sesta scelta assoluta nella prima bozza del mock draft NBA 2019 dell'ESPN.

### College
Il 15 novembre 2017 si impegna a giocare a basket all'Università del Kansas, rifiutando le offerte da Kentucky, Marquette, Texas e altre otto scuole. Nella sua prima partita al college, Grimes segna 21 punti con 6 triple contro i Michigan State Spartans. Come freshman all'Università del Kansas, Grimes chiude la stagione con 8,4 punti, 2,5 rimbalzi e 2,0 assist di media a partita, segnando il 34% dei suoi tiri da tre punti e il 38,4% dei tiri dal campo. Al termine della stagione decide di dichiararsi eleggibile per il Draft 2019, ritirandosi però prima della deadline e decidendo di trasferirsi agli Houston Cougars.
A Grimes viene immediatamente concesso di giocare per Houston invece di dover rimanere inattivo per una stagione. Il 19 novembre 2019 realizza il suo career-high collegiale con 32 punti, aiutando a battere i Rice Owls per 97-89. Grimes segna 21 punti e raccoglie 6 rimbalzi contro i Texas State Bobcats il 4 dicembre 2019, mentre segna 24 punti raccogliendo anche 4 rimbalzi in una vittoria in trasferta contro i South Carolina Gamecocks l'8 dicembre. Viene quindi giocatore della settimana nella American Athletic Conference il 9 dicembre. Grimes chiude la sua stagione da sophomore con 12,1 punti, 2,6 assists e 3,7 rimbalzi di media per partita.
Si afferma definitivamente a livello collegiale nella sua stagione da junior. Al termine di una stagione chiusa con 17,8 punti, 5,7 rimbalzi e 2 assist di media a partita, Grimes viene incluso nel terzo quintetto All-American da Associated Press, Sporting News, United States Basketball Writers Association e National Association of Basketball Coaches, viene nominato giocatore dell'anno nella AAC e MVP del torneo della conference. Houston giunge fino alla semifinali della March Madness, venendo eliminata dai Baylor Bears, futuri campioni.
Decide di rendersi eleggibile per il Draft NBA 2021.

### NBA
Il 29 luglio, al Draft NBA 2021, venne selezionato alla venticinquesima scelta dai Los Angeles Clippers e successivamente scambiato ai New York Knicks.  Il 6 agosto seguente i Knicks annunciarono che Grimes aveva firmato il suo contratto da rookie, il primo come professionista nella carriera dell'atleta.

### Nazionale
Subito dopo la maturità Grimes è stato selezionato per rappresentare gli Stati Uniti al FIBA Americas Under-18 nel giugno 2018, dove gli Stati Uniti hanno vinto l'oro e Grimes è stato nominato MVP.

## Statistiche

### NCAA
| Anno      | Squadra         | PG | PT | MP   | TC%  | 3P%  | TL%  | RP  | AP  | PRP | SP  | PP   |
| --------- | --------------- | -- | -- | ---- | ---- | ---- | ---- | --- | --- | --- | --- | ---- |
| 2018-2019 | Kansas Jayhawks | 36 | 36 | 27,4 | 38,4 | 34,0 | 60,3 | 2,5 | 2,0 | 0,6 | 0,2 | 8,4  |
| 2019-2020 | Houston Cougars | 30 | 21 | 27,9 | 44,3 | 32,6 | 66,0 | 3,7 | 2,6 | 0,8 | 0,2 | 12,4 |
| 2020-2021 | Houston Cougars | 30 | 30 | 32,8 | 40,6 | 40,3 | 78,8 | 5,7 | 2,0 | 1,4 | 0,3 | 17,8 |
| Carriera  | Carriera        | 96 | 87 | 29,3 | 41,1 | 36,6 | 70,1 | 3,9 | 2,2 | 0,9 | 0,2 | 12,5 |

#### Massimi in carriera
- Massimo di punti: 44 vs Golden State Warriors (2 marzo 2025)[21]
- Massimo di rimbalzi: 10 vs Alcorn State (20 dicembre 2020)
- Massimo di assist: 10 vs Vermont (12 novembre 2018)
- Massimo di palle rubate: 4 (3 volte)
- Massimo di stoppate: 2 (2 volte)
- Massimo di minuti giocati: 40 vs Rutgers (21 marzo 2021)

### NBA

#### Regular Season
| Anno      | Squadra            | PG  | PT  | MP   | TC%  | 3P%  | TL%  | RP  | AP  | PRP | SP  | PP   |
| --------- | ------------------ | --- | --- | ---- | ---- | ---- | ---- | --- | --- | --- | --- | ---- |
| 2021-2022 | N.Y. Knicks        | 46  | 6   | 17,1 | 40,4 | 38,1 | 68,4 | 2,0 | 1,0 | 0,7 | 0,2 | 6,0  |
| 2022-2023 | N.Y. Knicks        | 71  | 66  | 29,9 | 46,8 | 38,6 | 79,6 | 3,2 | 2,1 | 0,7 | 0,4 | 11,3 |
| 2023-2024 | N.Y. Knicks        | 45  | 18  | 20,2 | 39,5 | 36,3 | 70,6 | 2,0 | 1,2 | 0,7 | 0,1 | 7,3  |
| 2023-2024 | Detroit Pistons    | 6   | 0   | 19,2 | 21,4 | 14,3 | 90,9 | 2,0 | 2,3 | 0,8 | 0,7 | 5,3  |
| 2024-2025 | Dallas Mavericks   | 47  | 12  | 22,8 | 46,3 | 39,8 | 76,5 | 3,8 | 2,1 | 0,7 | 0,2 | 10,2 |
| 2024-2025 | Philadelphia 76ers | 28  | 25  | 33,7 | 46,9 | 37,3 | 75,2 | 5,2 | 4,5 | 1,5 | 0,4 | 21,9 |
| Carriera  | Carriera           | 243 | 127 | 24,5 | 44,4 | 37,5 | 76,3 | 3,1 | 2,0 | 0,8 | 0,3 | 10,4 |

#### Playoffs
| Anno     | Squadra     | PG | PT | MP   | TC%  | 3P%  | TL%  | RP  | AP  | PRP | SP  | PP  |
| -------- | ----------- | -- | -- | ---- | ---- | ---- | ---- | --- | --- | --- | --- | --- |
| 2023     | N.Y. Knicks | 9  | 6  | 26,9 | 30,4 | 24,3 | 81,8 | 2,8 | 1,4 | 1,0 | 0,6 | 5,1 |
| Carriera | Carriera    | 9  | 6  | 26,9 | 30,4 | 24,3 | 81,8 | 2,8 | 1,4 | 1,0 | 0,6 | 5,1 |

#### Massimi in carriera
- Massimo di punti: 36 vs Indiana Pacers (5 aprile 2023)[22]
- Massimo di rimbalzi: 9 vs Houston Rockets (27 marzo 2023)
- Massimo di assist: 8 vs Phoenix Suns (20 novembre 2022)
- Massimo di palle rubate: 4 vs Toronto Raptors (2 gennaio 2022)
- Massimo di stoppate: 3 vs New York Knicks (26 febbraio 2024)
- Massimo di minuti giocati: 48 (2 volte)

## Palmarès

### Nazionale
- FIBA Americas Under-18 Championship (2018)

### Individuale

#### High school
- Texas Mr. Basketball (2018)
- Gatorade Texas Player of the Year (2018)
- USA Today Texas Player of the Year (2018)
- USA Today All-Texas First Team (2018)
- Naismith All-American Second Team (2018)
- All-Greater Houston Player of the Year (2018)
- The Courier's Player of the Year (2018)
- McDonald's All-American (2018)
- Jordan Brand Classic (2018)
- Nike Hoop Summit (2018)

#### NCAA
- AAC Basketball Player of the Year (2021)
- All-AAC First Team (2021)
- AAC Tournament MVP (2021)
- Associated Press All-American Third Team (2021)
- USBWA All-American Third Team (2021)
- NABC All-American Third Team (2021)
- Sporting News All-American Third Team (2021)

#### Nazionale
- FIBA Americas Under-18 Championship MVP (2018)